# Линия „Мажино“
Линията „Мажино“ (на френски: Ligne Maginot) e система френски укрепления, (строени от 1929 – 1934 година; усъвършенствани през 1940 година), разположени по границата с Германия от Белфор до Лонгюйон.
Дължината на отбранителния вал е около 400 км. Назована е на името на военния министър на Франция генерал Андре Мажино (André Maginot).

## Планиране и изграждане
Първи предлага да бъде изградена тази отбранителна линия Маршал Жозеф Жак Сезар Жофр. Противници на тази идея са някои модернисти като Пол Рейнод и Шарл де Гол, които смятат, че трябва да бъде заложено на авиацията. Жофр има подкрепата на Анри Филип Петен и на по-голямата част от правителството. За изграждането на вала важна става позицията на ветерана от Първата световна война генерал Андре Мажино, който убеждава правителството да инвестира в този проект.
Линията е изграждана поетапно от 1930 година, като изработката е от страна на „Section Technique du Génie“ и е надзиравана от „Commission d'Organisation des Régions Fortifiées“.
Главните съоръжения са изградени до 1935 година (бункери, противотанкови бариери, укрепления и др.) и струват на френското правителство около 3 милиарда франка. Общата численост на войските разположени по линията е около 300 000 души.
В подземията на фортовете (разположени на няколко нива) имало оборудвани жилищни помещения за личния състав, електростанции, мощни вентилационни системи, железопътни връзки, телефонни станции, болници, стаи за отдих, абсолютно недосегаеми от снаряди и бомби. В горните наземни етажи били разположени снабдени с лебедки оръдейни установки. Изградени били 108 основни фортификационни съоръжения (ouvrages), разположени на всеки 15 километра. Били прокопани около 100 км тунели.
Бункери и други съоръжения не били разположени през Ардените, които според френските военни били „Непробиваеми и непроходими“. Допълнителна сигурност за Франция бил договорът с Белгия от 1920 година, според който Франция ще защитава Белгия при нападение от Германия. Когато през 1936 година Белгия обявява неутралитет, французите трескаво започват да удължават линията „Мажино“ по френско-белгийската граница, но недостигът на време не дава възможност на строителите да изработят така качествено отбранителните съоръжения, както в другата част на вала.

## Германската инвазия
Планирайки нападението над Франция в началото на Втората световна война, Германия разработва плана Sichelschnitt през 1940 година, според който Вермахта провежда лъжлива атака срещу Франция по продължението на линията „Мажино“. В същото време главната група армии прекосява Белгия и Холандия и през Ардените нахлува почти безпрепятствено във Франция. Целта на немците била да не се дават безсмислени жертви при атаката на отлично екипираната отбранителна линия. Нападайки на 10 май, силите на Вермахта навлизат дълбоко на френска територия, като до началото на юни превземат страната, принуждавайки френското правителство да подпише капитулация на 22 юни.
След капитулацията на Франция, гарнизонът разположен по линията „Мажино“ се предава, въпреки желанието на част от френската армия да воюва.